# Аксаковка (Омская область)
Аксаковка — деревня в Кормиловском районе Омской области России. Входит в состав Черниговского сельского поселения.

## История
Основана в 1895 г. В 1928 г. состояла из 89 хозяйств, основное население — украинцы. Центр Аксаковского сельсовета Корниловского района Омского округа Сибирского края.

## Население
| 2010 |
| ---- |
| 161  |